# Nesseby
Nesseby este o comună din provincia Finnmark, Norvegia. Pe stema acesteia se află Rubus chamaemorus.
1. ↑  Q76137154[*], p. 84 Verificați valoarea |titlelink= (ajutor)
2. ↑  Ordfører Knut Store (în norvegiană bokmål)
3. ↑  Arealstatistikk for Norge 2020